# Berliner Stadtbilder (Briefmarkenserie)
Berliner Stadtbilder ist eine Berliner Dauermarkenserie, die von 1956 bis 1963 in vier Teilserien erschien. Die erste, dritte und vierte Teilserie bestehen nur aus einer Marke. Philatelistisch gehören die erste und zweite Teilserie zum Briefmarken-Jahrgang 1956, die dritte zum Jahrgang 1959 und die vierte zum Jahrgang 1963. Die Marken waren bis etwa 1962 in Gebrauch mit Ausnahme des 1-Pf-Wertes und des 1963 erschienenen Wertes zu 3 Pf, die länger verwendet wurden. Die Serie bestand aus jeweils einfarbigen Marken, die sowohl in Rollen als auch in Bogen gedruckt wurden.
Der Großteil der Marken wurde am 31. Dezember 1964 ungültig. Die 1-Pf- und die 3-Pf-Ausgabe wurden am 31. Dezember 1970 ungültig, die erste 7-Pf-Marke schon am 31. Dezember 1957. Es war die letzte eigenständige Dauermarkenserie Berlins, danach wurden die Serien der Bundespost mit der Inschrift Deutsche Bundespost Berlin verwendet.

## Besonderheiten
- Das Bildformat war je nach Motiv hochkant oder quer.
- Die Marken zu 1 und 3 DM hatten ein größeres Format.
- Wie bei allen Marken, die in Rollen und Bogen gedruckt werden, bilden Paare und Randstücke der Marken ein besonderes Sammelgebiet, weil man an ihnen nachweisen kann, dass die Marken aus Bogen stammen. Da einige Marken im Querformat gedruckt wurden, waren sie auf den Rollen über die linke und die rechte Markenseite miteinander verbunden. Hier beweisen ausnahmsweise senkrechte Paare die Herkunft aus dem Bogen. Bei den Marken, die nicht in Rollen erschienen, sammelt man üblicherweise die waagerechten Paare.
- Die 1-Pf- und die 3-Pf-Marke gehören zu den wenigen West-Berliner Marken, die auch an den Postschaltern der Bundesrepublik verkauft wurden. Es wurde empfohlen, die 1-Pf-Marke aus Solidarität mit Berlin zusätzlich auf die Briefe zu kleben.
- Die Marken von 1 Pf bis 25 Pf wurden im Buchdruckverfahren gedruckt, während die größeren Werte ab 30 Pf im höherwertigen Stichtiefdruckverfahren hergestellt wurden. Erkennbar ist dies auch an dem feinen Raster, welches den Flächen hinterlegt ist.
- Da die 1-Pf-Marke noch in den 1960er Jahren nachgedruckt wurde, gibt es von ihr eine Version auf fluoreszierendem Papier.
- Alle Entwürfe stammen von dem Berliner Graphiker Alfred Goldammer (1891–1971).[4]
- Von einigen Werten gibt es Ganzsachen mit bildgleichen Wertstempeln.[5]

## Motive
Jede Freimarke der Serie zeigt ein Berliner Gebäude oder Denkmal, wobei sich Funktionsgebäude (wie die Landespostdirektion) mit Sehenswürdigkeiten (wie dem Brandenburger Tor) mischen.

## Liste der Ausgaben und Motive
| Bild | Wert in Pfennig | Motiv | Ausgabedatum                       | Mi.-Nr.       | Ausgabeform: Bogen (B), Rollen (R), Ganzsache (GA) |
|      | 7               | Berliner Stadtbilder (I) Funkturm und Ausstellungshallen bläulichgrün; die 7-Pfennig-Marke der zweiten Teilserie (Nr. 142) weist eine etwas veränderte Zeichnung auf | 1. März 1956                       | 135           | (B)                                                |
|      | 1               | Berliner Stadtbilder (II) Brandenburger Tor dunkelblaugrau bis grau; die Zeichnung wird von Nr. 231 wieder aufgegriffen                                              | 23. Februar 1957 fl.: 8. März 1962 | 140w fl.:140y | (B)                                                |
|      | 5               | Landespostdirektion lebhaftlilapurpur | 23. Februar 1957                   | 141           | (B, R)                                             |
|      | 7               | Funkturm und Ausstellungshallen lebhaftbläulichgrün; geringfügige Motivänderung zu Nr. 135                                                                           | 5. Oktober 1956                    | 142           | (B, R)                                             |
|      | 8               | Rathaus Neukölln grüngrau; in der Farbe dunkelzinnober 1959 ausgegeben (Nr. 187)                                                                                     | 22. Juni 1956                      | 143           | (B, R) (GA)                                        |
|      | 10              | Ruine der Kaiser-Wilhelm-Gedächtniskirche smaragdgrün | 10. Juli 1956                      | 144           | (B, R) (GA)                                        |
|      | 15              | Luftbrückendenkmal, Tempelhof schwärzlichkobalt | 10. Juli 1956                      | 145           | (B, R) (GA)                                        |
|      | 20              | Henry-Ford-Bau der FU karmin | 10. Juli 1956                      | 146           | (B, R) (GA)                                        |
|      | 25              | Lilienthal-Denkmal, Lichterfelde braunkarmin | 9. August 1956                     | 147           | (B, R)                                             |
|      | 30              | Schloss Pfaueninsel dunkelgraugrün | 16. November 1957                  | 148           | (B)                                                |
|      | 40              | Schloss Charlottenburg dunkelkobalt | 30. Juli 1957                      | 149           | (B)                                                |
|      | 50              | Kraftwerk Reuter bräunlicholiv | 5. Oktober 1956                    | 150           | (B)                                                |
|      | 60              | Industrie- und Handelskammer mit Börse schwärzlichgelbbraun | 16. November 1957                  | 151           | (B)                                                |
|      | 70              | Schillertheater dunkelbläulichviolett | 5. Oktober 1956                    | 152           | (B, R)                                             |
|      | 1 DM            | Reiterstandbild des Großen Kurfürsten von Andreas Schlüter dunkelgelboliv                                                                                            | 10. November 1956                  | 153           | (B)                                                |
|      | 3 DM            | Kongresshalle im Tiergarten dunkelrosakarmin | 26. April 1958                     | 154           | (B)                                                |
|      | 8               | Berliner Stadtbilder (III) Rathaus Neukölln dunkelzinnober; Farbe gegenüber Nr. 143 geändert                                                                         | 14. Februar 1959                   | 187           | (B, R) (GA)                                        |
|      | 3               | Berliner Stadtbilder (IV) Brandenburger Tor violettpurpur; die Zeichnung entspricht Nr. 140                                                                          | 1. März 1963                       | 231           | (B)                                                |